# Leanne Benjamin
Leanne Faye Benjamin AM OBE (Rockhampton, 13 luglio 1964) è una ballerina australiana che è stata Prima Ballerina del Royal Ballet a Londra.

## Biografia
Benjamin iniziò le lezioni di balletto all'età di quattro anni presso la Jan Moore School of Dance di Rockhampton. Nel 1980, è stata ammessa alla Royal Ballet School all'età di 16 anni. Entro un anno, ha vinto due prestigiosi premi, la medaglia d'oro Adeline Genée e il Prix de Lausanne.
È entrata a far parte del Royal Ballet nel 1992, diventando Prima ballerina entro la primavera di quella stagione. È stata anche Prima ballerina anche con Sadler's Wells Royal Ballet (ora Birmingham Royal Ballet), English National Ballet e Deutsche Opera Ballet e ha ballato con Morphoses / The Wheeldon Company, la compagnia di Christopher Wheeldon al New York City Center nel 2008. Si ritirò dal Royal Ballet il 15 giugno 2013, la sua esibizione finale alla Royal Opera House è stata come Mary Vetsera in Mayerling, di Kenneth MacMillan un ruolo che ha ballato per la prima volta con la compagnia il 10 novembre 1992.
È stata una delle ultime ballerine del Royal Ballet a lavorare con Ninette de Valois, Sir Frederick Ashton e Kenneth MacMillan.
In onore della sua carriera con il Royal Ballet, i 'Leanne Benjamin Awards' sono stati lanciati in una masterclass pubblica presso la Royal Ballet School il 12 giugno 2014. I premi sono stati creati e saranno gestiti da The Tait Memorial Trust, di cui Leanne è Patrona.
I premi sono borse di studio per giovani ballerini australiani e neozelandesi che studiano nel Regno Unito.
Nel gennaio 2014, Leanne Benjamin è stata insignita del premio Circle de Valois della critica per risultati eccezionali.
Continua a far parte del Royal Ballet come coach, supervisionando i reharsals.

## Premi e onorificenze
Nel 2005 ai British New Years Honours, Benjamin è stata nominata Ufficiale dell'Ordine dell'Impero Britannico per i suoi servizi di danza. Dieci anni dopo all'Australia Day Honor 2015, Benjamin è stato nominato membro dell'Ordine dell'Australia per un importante servizio alle arti dello spettacolo, in particolare il balletto, come ballerina e role model.
Nel 2004 e nel 2009 ha vinto il National Dance Award come miglior ballerina.
Nel gennaio 2014, Leanne Benjamin ha ricevuto il premio Critics 'Circle de Valois per i suoi risultati eccezionali.

## Repertorio
L'ampio repertorio di Benjamin comprende Juliet in Romeo and Juliet, Manon in Manon, Odette / Odile in Swan Lake, Swanilda in Coppèlia, Giselle in Giselle, The Sugar Plum Fairy in The Nutcracker, Aurora in Sleeping Beauty.
Ha creato nuovi ruoli per coreografi tra cui Alastair Marriott, Wayne McGregor, Alexei Ratmansky e Christopher Wheeldon.

## Carriera post-balletto
In onore della sua carriera con il Royal Ballet, i Leanne Benjamin Awards sono stati lanciati in una masterclass pubblica presso la Royal Ballet School il 12 giugno 2014. I premi sono stati creati e saranno amministrati dal Tait Memorial Trust, di cui Leanne Benjamin è una Patrono. I premi sono borse di studio per giovani ballerini australiani e neozelandesi che studiano nel Regno Unito.
Benjamin ora lavora come coach sia per il Royal Ballet che per altre compagnie. 
Aveva, oltre al Balletto, studiato Design e ha lavorato come designer di interni.

## Vita privata
Nel 2001, Benjamin ha sposato Tobias Round, un produttore teatrale e figlio di Georgina Parkinson. La coppia ha un figlio, nato nel 2003.